# Palazzo Vecchio (Caserta)

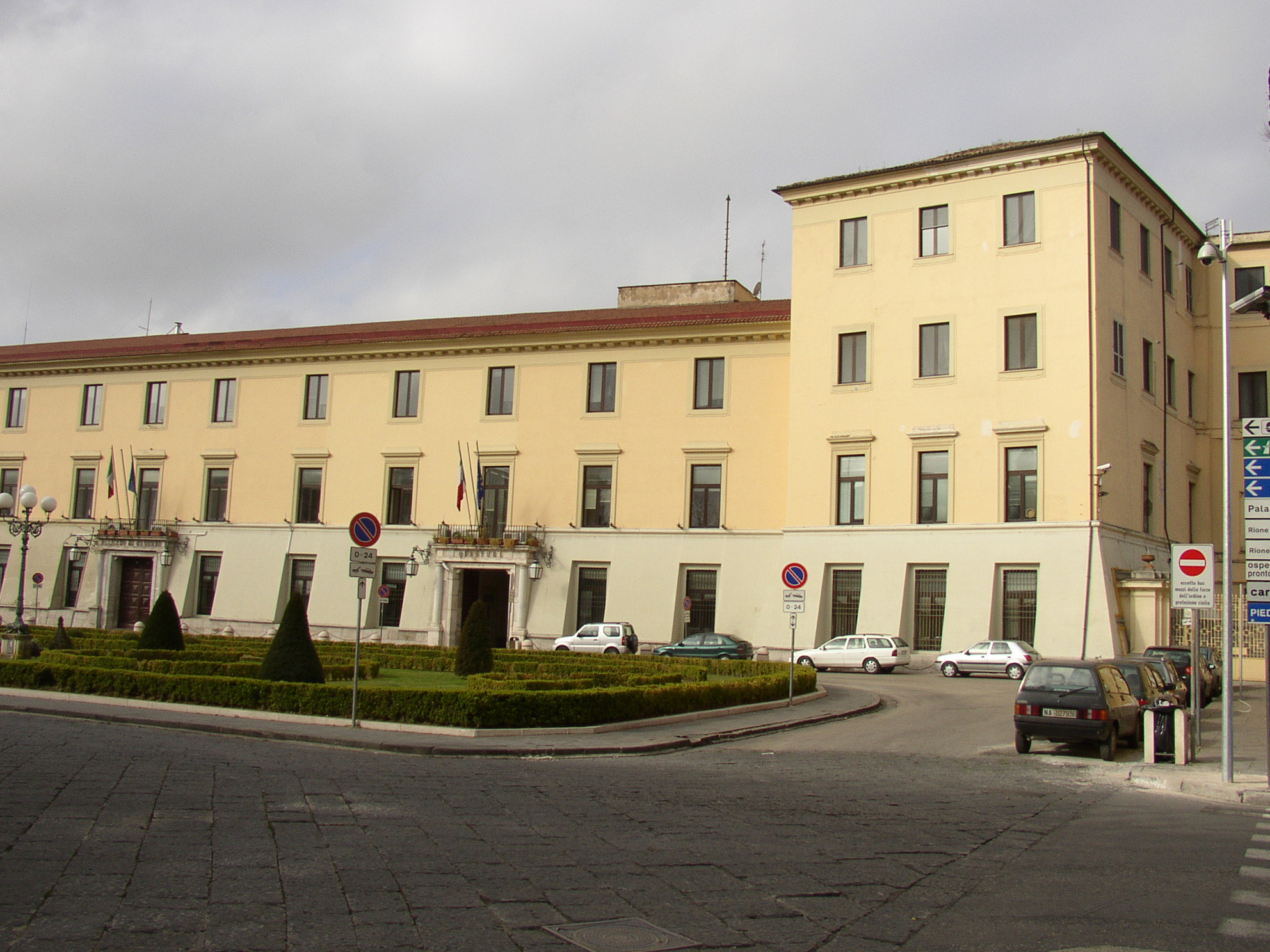
Palazzo Vecchio in Caserta

Der Palazzo Vecchio (Alter Palast) ist ein Palast aus dem 12. Jahrhundert in Caserta in der italienischen Region Kampanien. Er liegt an der Piazza Vanvitelli und war jahrhundertelang die Residenz erst der Grafen und dann der Herzöge von Caserta; später residierte dort die königliche Familie des Hauses Bourbon-Sizilien. Der heutige Name wurde geprägt, um ihn vom „Neuen Palast“, dem heutigen Schloss Caserta, zu unterscheiden.
Der Palast steht neben dem Turm, der heute auf der rechten Seite der Hauptfassade integriert ist. Von diesem Turm leitet sich der Name des bevölkerungsreichsten Viertels von Caserta in der Ebene ab.

## Geschichte
Die erste urkundliche Erwähnung eines Turms in der Ebene von Caserta stammt von einer Bulle von Senne aus dem Jahre 1113. In dieser ist die Kirche San Sebastiano „de turre“ benannt, eine der Kirchen, von denen sicher bekannt ist, dass sie am Fuße und nicht an den Hängen oder auf den Gipfeln der Berge von Caserta standen. Das Zitat von 1113 hat zu der Annahme geführt, dass der Turm vermutlich in langobardischer Zeit errichtet wurde, als Caserta (auf dem Gelände des heutigen Casertavecchia) gegründet wurde.
Das erste wirkliche Zitat des Gebäudes findet sich 1323 im Testament des Grafen von Caserta, Diego della Ratta. Das große Haus wird mit Türmen, Sälen, Kellern, Stallungen, Herd und Küche beschrieben. Vermutlich wurde der Palast bereits in den ersten Jahren des 15. Jahrhunderts Hauptresidenz der Grafen von Caserta und wurde alternativ zur Burg von Casertavecchia genutzt, die zunehmend aufgegeben wurde.
Den Palazzo Vecchio ließ der Graf von Caserta, Giulio Antonio Acquaviva, sicher im Jahre seiner Heirat (1569), vielleicht sogar anlässlich dieser, umbauen und erweitern. 1570 begannen auch die Umbaugestaltungsarbeiten an den Gärten. Die Bau- und Dekorationsarbeiten dauerten bis 1592. Sein Sohn, Prinz Andrea Matteo Acquaviva, beauftragte die Arbeiten, die 1595 begannen und dem Palast einen Aufbau mit drei Stockwerken zur Piazza della Baronia (heute Piazza Vanvitelli) hin bescherten.
Unter der Leitung der Architekten Giovanni Antonio Dosio und Stefano Grimaldi das Aquädukt gebaut (das später von den 100 Unzen genannt wurde), um das Wasser zum Palast und seinen Gärten zu leiten.
1634 ging der Palast mit dem gesamten Lehen und den Feudalgütern anlässlich der Heirat der Prinzessin von Caserta, Anna Acquaviva (der letzten Erbin der Familie) mit Francesco Caetani di Sermoneta in das Eigentum dieser Familie über, die dort sporadisch wohnte. Seit König Karl III. von Spanien das Lehen Caserta am 29. August 1750 kaufte, war der Palast die Residenz der königlichen Familie bis zur Fertigstellung des Schlosses. Es sind vorläufige Reliefzeichnungen (von 1774) der Arbeiten bekannt, wie die Renaissanceresidenz in den heutigen Palast umgewandelt wurde. In dem Palast waren Jakob Philipp Hackert und Johann Wolfgang von Goethe zu Gast.
Der Palast diente später als Militärpavillion (1841), Sitz der königlichen Tabakagentur, des Entwurfsausschusses, des Sanitätsordens; er beherbergte den Musiksaal, die Schule der Holzkünste, die Volksschule für Knaben und die für Mädchen, sowie die Militärbäckerei (1878).
Heute sind dort die Präfektur und das Polizeipräsidium von Caserta untergebracht.

## Beschreibung
Vom mittelalterlichen Aufbau des Gebäudes ist bis heute der Turm, der ursprüngliche Kern des Palastes, übriggeblieben. Er erhebt sich als quaderförmiger Baukörper mit rechteckigem Grundriss über vier Stockwerke; seine Fassaden sind nach den Hauptwindrichtungen ausgerichtet und somit schräg zur über zweitausend Jahre alten Anlage um Caserta, die heute noch sichtbar ist. Sein Sockel ist stark angeschrägt und stellt den jüngsten Teil des Gebäudes dar (in Bildern aus dem Ende des 19. Jahrhunderts fehlt er).
Nichts weiß man über die Anlage und Form des großen, mittelalterlichen Hauses, das in der Inventarliste beschrieben wird, die nach dem Tod des Grafen Diego della Ratta 1323 aufgestellt wurde, denn die Liste der Räume.
Vom Renaissancepalast, der von den Acquavivas in Auftrag gegeben wurde und nach ihren Vorstellungen dekoriert wurde, blieb das dreistöckige Gebäude. Das oberste Stockwerk wurde in der Zeit der Bourbonen erhöht und auf die Dimensionen des ersten Obergeschosses darunter gebracht. Das Erdgeschoss ist in eine angeschrägte Struktur integriert, die man mit dem Ziel baute, die Statik des Gebäudes zu verbessern (man sieht sie auf Karten vom ausgehenden 19. Jahrhundert noch nicht). Die Fassaden und die Innenräume haben ihre vermutlichen originalen Dekorationen vollständig verloren.
Spätestens ab 1810 (aber vielleicht auch schon ab dem Ende des 18. Jahrhunderts) gab es in dem Palast eine Kapelle unter königlichem Patronat.

## Mobiliar und Kunstwerke
Die Repräsentationssäle des Präfekten finden sich im ersten Obergeschoss zum Platz hin. Dorthin gelangt man über eine gebogene Treppe. Sie sind mit Gemälden und Möbeln aus dem Sammlungen des Schlosses Caserta ausgestattet.

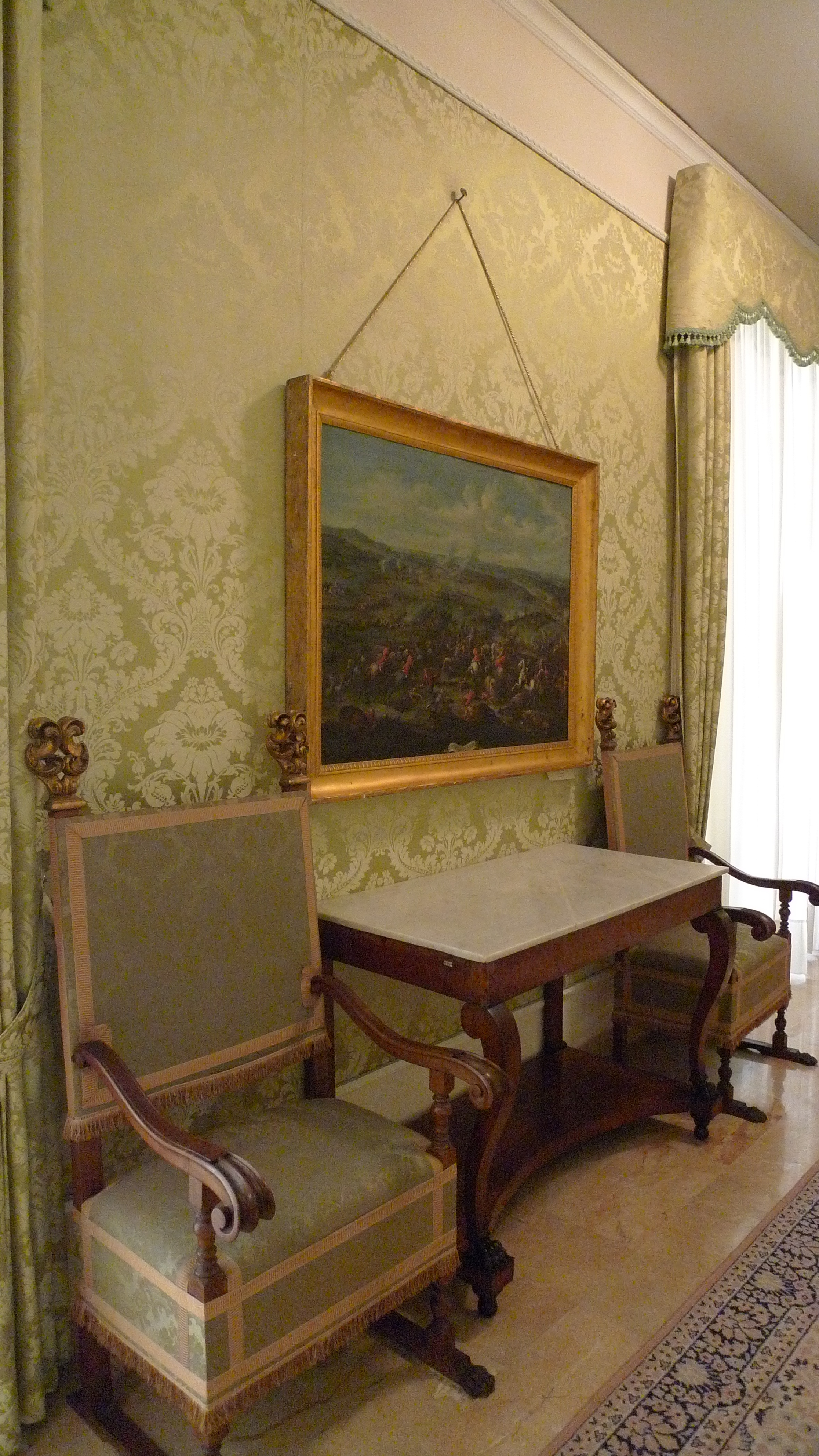
Einer der Repräsentationssäle im Palazzo Vecchio, ausgestattet mit Mobiliar und Gemälden aus dem 18. und 19. Jahrhundert aus den Sammlungen des Schlosses Caserta